# 포스코센터
포스코센터(영어: POSCO Center)는 대한민국 서울특별시 강남구 대치동에 위치하고 있다. 1992년 1월 7일에 착공하여 1995년 8월 31일에 완공되었다. 최고 높이는 151m이다. 동관 높이는 151m고 서관는 높이 95m이다. 동관 층수는 지상 31층, 지하 3층이고 서관 층수는 지상 21층, 지하 3층이다. 

## 역사
1988년 철강회사 포스코가 포항제철 시절에 신사옥을 감토한다고 한다. 포항제철 20주년 당시 신사옥을 검토하기 시작한다. 초기 기획 단계에서는 지상 80층 이상 초고층 건축물으로 계획되었다. 45층으로 축소되었고 30층, 20층 두동으로 구성된 신사옥 모습으로 설계했다. 1991년 5월 17일에 허가되었다. 1992년 1월 7일에 착공하였고 1994년 신사옥 포스코센터 확정이다. 1995년 7월 14일에 사용승인되었다. 8월 26일 포항제철 서울 사옥은 동아건설이 시공했다. 8월 31일에 완공되었다. 2002년 포철은 포스코로 변경했다고 했다. 2011년 아트리움 중앙에 수족관이 설치되었다.

## 구성
포스코센터의 구성이다.
| 동 명칭 | 층수 | 높이 |
| ------- | ---- | ---- |
| 동관동  | 31층 | 151m |
| 서관동  | 21층 | 95m  |

## 높이
최고 높이가 151m이다. 동관 높이는 151m이고 최상층 높이는 135m이다. 서관 높이는 95m이다. 150m 이상 높은 마천루가 들어선게 포스코센터다. 포스코센터 높이가 151m라고 하는데 최고 높이다. 최상층 높이는 최고 높이보다 낮은게 135m이다.

## 특징
건축주 포항제철 설계, 감리는 POS-A.C.이다. 간삼건축 시공은 동아건설, POSEC, POSCON이 했다. 국내 건설 기술을 상징하는 건축물이 되었다. 서울의 새로운 명물로 탄생했다. 포스코 서울서무소다. 건물용도는 업무시설, 근린생활시설 등이고 구조는 철골철근콘크리트조다. 동관에는 포스코 관계사들이 입주했다.

## 내부 시설

### 동관
| 층수                | 시설        |
| ------------------- | ----------- |
| 2층 ~ 31층          | 업무시설 등 |
| 1층                 | 로비        |
| 지하 3층 ~ 지하 1층 | 지하주차장  |

### 서관
| 층수                | 시설        |
| ------------------- | ----------- |
| 2층 ~ 21층          | 업무시설 등 |
| 1층                 | 로비        |
| 지하 3층 ~ 지하 1층 | 지하주차장  |

## 같이 보기
- 서울특별시의 마천루 목록
- 서울 강남구의 마천루 목록